# Wolf Vostell
Wolf Vostell (14 d'octubre de 1932 a Leverkusen - 3 d'abril de 1998 a Berlín) fou un artista alemany de prestigi internacional, figura fonamental de l'art de la segona meitat del segle xx, creador de les primeres obres de videoart i instal·lacions amb televisions. Fou un dels membres fundadors de diversos grups i moviments artístics, com Fluxus, Happening, i un dels pioners de l'art audiovisual.

## Biografia
Fugint de la II Guerra Mundial Vostell es va traslladar amb la seva família a Txecoslovàquia, on va viure fins a la fi de la guerra. En el col·legi va viure el que ell anomenava el seu primer Happening, ja que durant un bombardeig se li va indicar que s'ocultés sota un arbre i des d'allí va contemplar la caiguda de les bombes.
El retorn a Colònia, acompanyat de la seva mare i de la seva germana, va constituir una experiència fonamental en la seva vida, ja que va haver de fer-lo caminant, i en els tres mesos que va durar el viatge va ser testimoni dels devastadors efectes de la guerra en ciutats com Praga, Dresden o Kassel. A més, els terribles efectes de l'Holocaust el marcarien profundament, sent un dels temes més recurrents de la seva obra, com ho demostra l'obra Shoah.
Va realitzar els seus primers estudis sobre art a Colònia, aprenent pintura, fotografia i litografia, i després a l'acadèmia de Wuppertal, aprenent pintura lliure i tipografia experimental. Després del seu primer viatge a París, i recollint un titular del diari Le Figaro que li va cridar l'atenció, va encunyar el terme Dé-coll/age, que va distingir del collage tradicional i la seva juxtaposició creativa d'elements, relacionant-lo amb la traducció literal de la paraula francesa de la qual derivava: desprendre, i destruir/morir. Va aplicar el nou terme tant a les seves pintures Dé-coll/age, que incloïen esquinçalls de cartells, fotografies gargotejades i objectes. Tant les seves obres materials com accions eren impulsades per un mateix principi, l'estètica de la destrucció, que pretenia recollir el caràcter negatiu i agressiu del món contemporani.
El 1954 es va traslladar a París per a estudiar pintura i gravat a l'Escola Nacional Superior de Belles Arts i va començar a treballar com assistent del cartellista Adolphe Mouron Cassandre. Després, entraria en l'Acadèmia d'Arts de Düsseldorf. En aquells dies ja havia demostrat el seu interès per artistes com Goya, Brueghel, Zurbarán, El Bosch o Léger i havia consagrat part del seu temps a l'obra del psicòleg Carl Jung.
El 1958 va crear Das schwarze Zimmer. La primera obra en la història de l'art que incorpora un televisor, que avui forma part de la col·lecció del Museu Berlinische Galerie de Berlín.
El 1954 Wolf Vostell va inventar la tècnica del Dé-coll/age, i amb 6 TV Dé-coll/age de l'any 1963, que forma part de la col·lecció del Museu Reina Sofia Wolf Vostell es va convertir en pioner de les instal·lacions i el videoart. També és pioner del Happening i del moviment Fluxus a Europa. Vostell va treballar la tècnica del gargotejat creant obres en les quals reflectia la vida socio-política del moment, objectiu que també assolia amb els seus ambients i escultures.
En els anys 70 va començar a fer servir el formigó com a element fonamental en la major part de la seva àmplia creació. El 1976, acompanyat per la seva esposa extremenya Mercedes Guardado Olivenza, s'estableix a Malpartida de Càceres i als Barruecos -un magnífic paratge, declarat el 1996 Monument Natural, on es conjuga la bellesa natural d'unes grans roques granítiques i l'aigua d'una presa, un ric potencial ecològic i un complex d'edificis del segle xviii que va ser utilitzat com Safareig de Llanes- i declara la zona com Obra d'Art de la Natura. Des d'aquell moment, va concebre la idea de crear-hi un museu, inconfusible i innovador, com expressió de l'art d'avantguarda, un lloc de trobada de l'Art i la Vida, i el 1976 va fundar el Museu Vostell-Malpartida, (MVM), que des de 1994 és gestionat per la Junta d'Extremadura. El 2005 la Junta d'Extremadura va incorporar l'Arxiu Vostell al Museu Vostell Malpartida, a la disposició d'investigadors i estudiosos. L'any 1992 David Vostell va filmar el documental Vostell 60 – Rückblick 92 sota la seva direcció artística sobre una retrospectiva de Wolf Vostell a Colònia.

## Vostell a Catalunya
A Catalunya, va dur a terme una acció a la plaça de Catalunya de Barcelona el 1960, i va participar en el Sisè Saló de Maig dos anys més tard, i posteriorment al congrés de happenings de Granollers, el 1976. El 1978 s'instal·là a Figueres (Alt Empordà) una seva escultura de grans dimensions, anomenada, Obelisc a la televisió, situada al costat del Teatre-Museu Dalí. Es tracta d'una columna realitzada amb catorze televisions col·locades una sobre l'altra, coronada per un bust femení amb una antena al cap.

## Citacions
- Vida és Art, Art és Vida, 1961
- Les coses que no coneixeu són les que canviaran la vostra vida, 1973
- Jo declaro la pau com la més gran obra d'art, 1979[5]

## Obres rellevants
- Korea, Korea Massaker, 1953

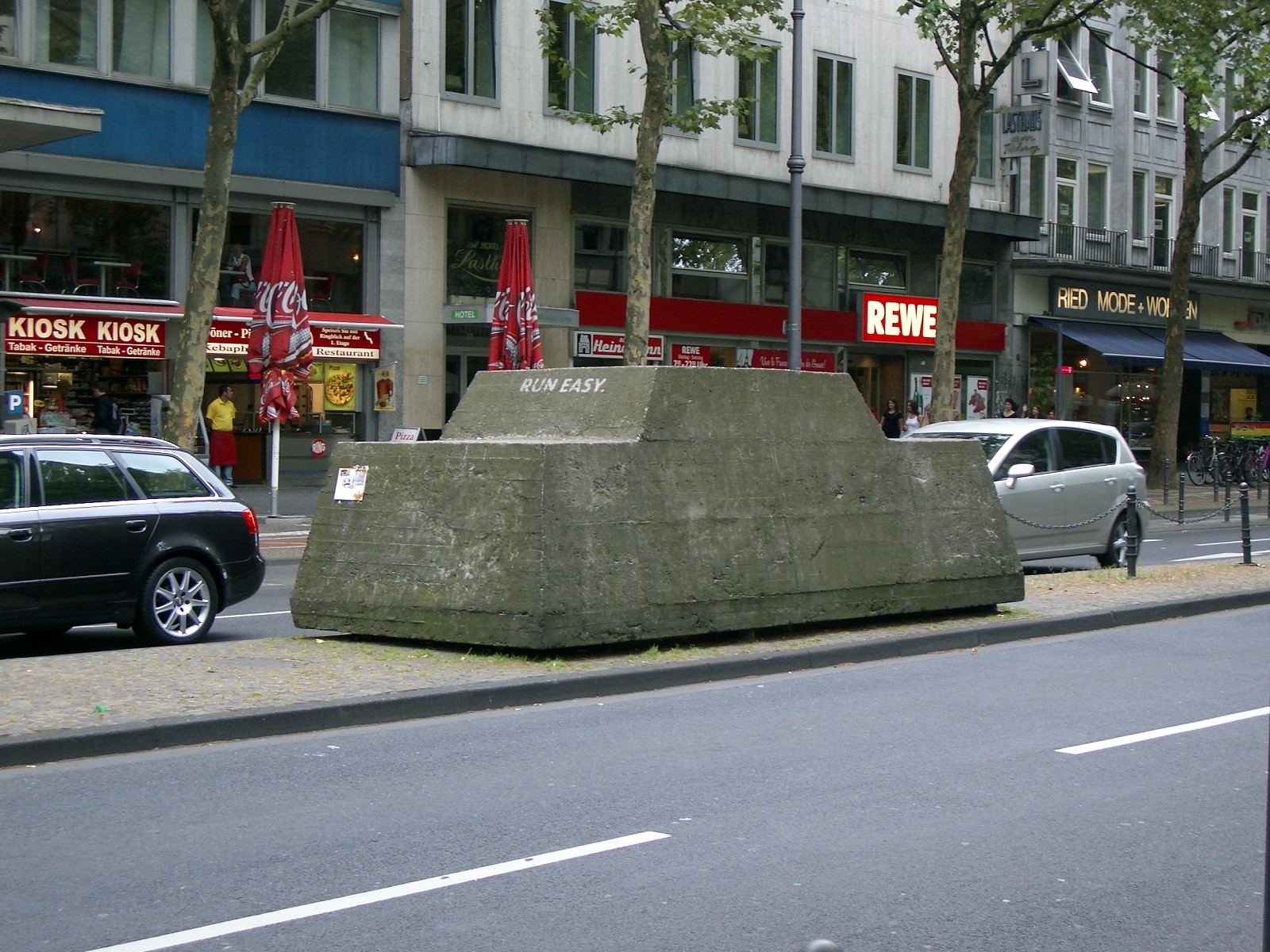
Wolf Vostell, Ruhender Verkehr, 1969, Colonia

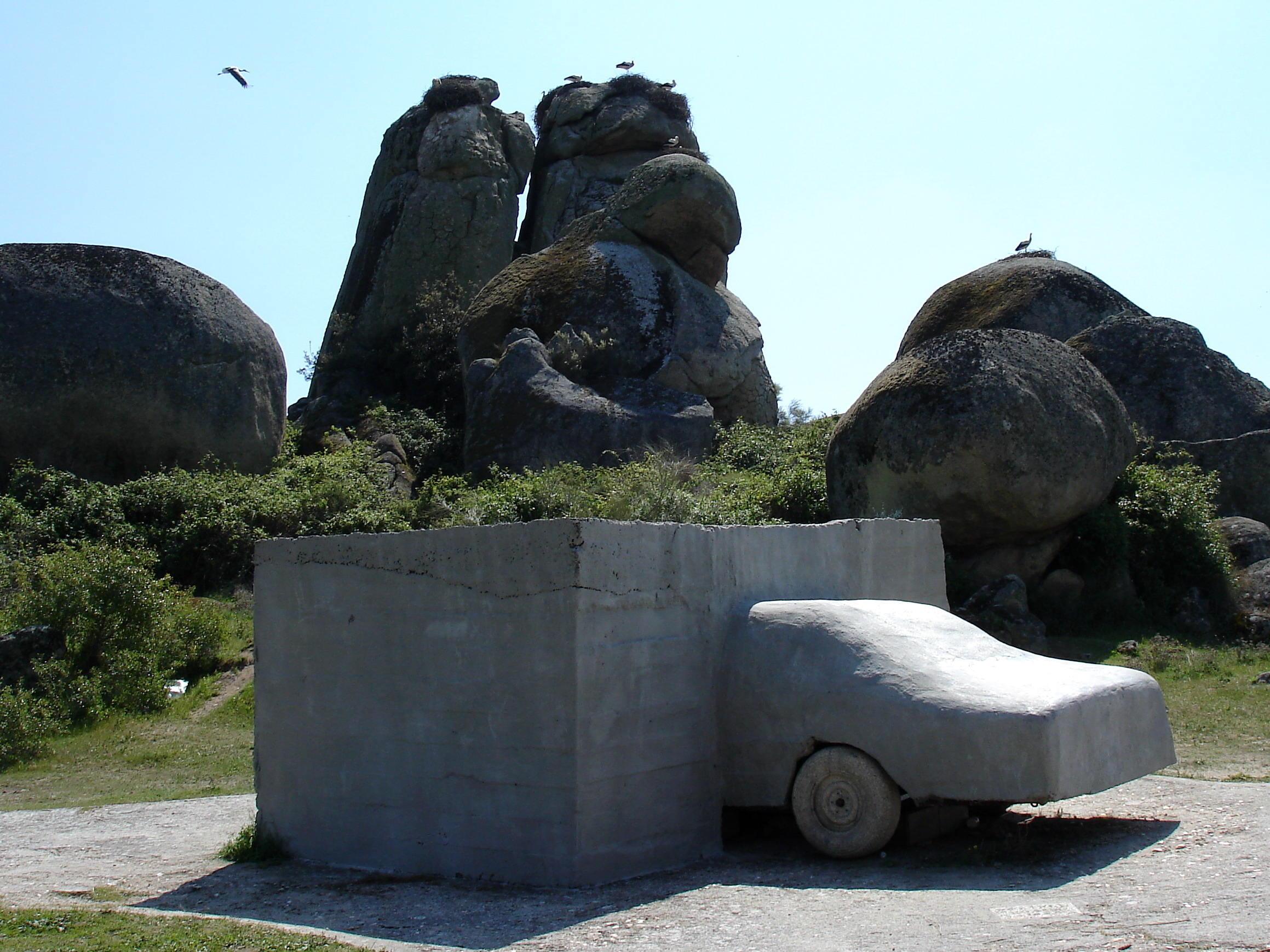
Wolf Vostell, VOAEX, 1976, Los Barruecos, Museo Vostell Malpartida.

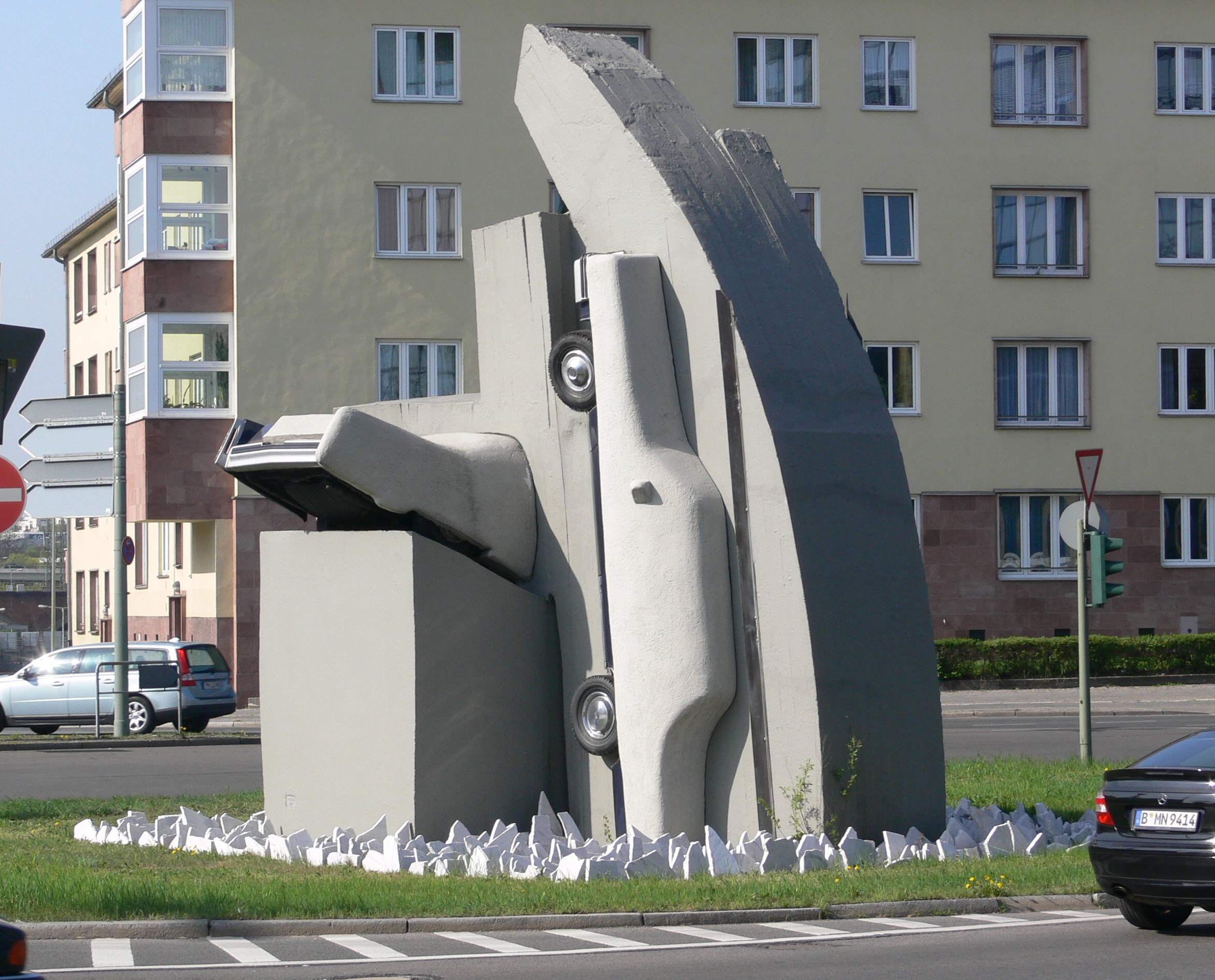
Wolf Vostell, Zwei Beton Cadillacs en hormigon en forma de la maja desnuda, 1987, Berlín, Rathenauplatz.

- Das schwarze Zimmer, 1958, Instal·lació amb televisions, Berlinische Galerie, Berlin
- Zyklus Transmigracion, I-III, 1958
- Zyklus Guadalupe, 1958
- Das Theater ist auf der Straße, 1958, Happening
- Rue de Buci,[6] 1960, Dé-coll/age
- Ihr Kandidat, 1961, Dé-coll/age, Haus der Geschichte der Bundesrepublik Deutschland[7]
- Coca-Cola, 1961, Dé-coll/age, museo Ludwig
- Wochenspiegel Beatles, 1961, Dé-coll/age, Saarlandmuseum
- Cityrama, 1961, Happening
- Marilyn Monroe,[8] 1962, Dé-coll/age 1962, Dé-coll/age
- Zyklus Kleenex, 1962
- Marilyn Monroe Idolo,[9] 1963, Dé-coll/age
- 6 TV Dé-coll/age, 1963, Instal·lació amb televisions, Museu Nacional Centre d'Art Reina Sofia
- Sun in your head, Video, 1963
- You, 1964, Instal·lació amb televisions
- Wir waren so eine Art Museumsstück, 1964, Berlinische Galerie, Berlin
- Goethe Heute, 1967, Museu Sprengel, Hannover
- Hommage an Henry Ford und Jaqueline Kennedy, 1967, Instal·lació, museo Ludwig, Colonia
- Elektronischer Dé-coll/age Happening Raum 1968, Instal·lació amb televisions, Neue Nationalgalerie, Berlin
- Hours of fun, 1968, Berlinische Galerie Berlin
- Miss America,[10] 1968, museo Ludwig
- Jetzt sind die Deutschen wieder Nr. 1 in Europa, 1968, Germanisches Nationalmuseum, Bonn
- B-52 - Lippenstift Bomber,[11] 1968
- Ruhender Verkehr, 1969, Escultura, Colonia
- Concrete Traffic, 1970, Escultura, Chicago
- Heuschrecken, 1970,[12] lienzo con camera de video y monitores, Museum Moderner Kunst Stiftung Ludwig Wien, Vienna
- Auto-Fieber, 1973, Escultura, Museu Vostell-Malpartida[13] Museo Vostell Malpartida
- Energie, 1973
- VOAEX (Viaje de (H)ormigon por la Alta Extremadura), 1976, escultura, Museu Vostell-Malpartida[14]
- Die Winde,[15] 1981, Escultura amb televisions
- Die Steine, 1981
- Taxistand,1983
- Zyklus Beton Tango, 1985
- Zyklus Milonga, 1986
- Mythos Berlin, 1987, Museu Vostell-Malpartida
- Zwei Beton Cadillacs in Form der nackten Maja, Escultura, 1987, Rathenauplatz, Berlin
- La Tortuga, 1988, Escultura, Marl
- Schule von Athen, 1988, Rheinisches Landesmuseum Bonn
- Tauromaquia mit BMW Teil, 1988
- 9. November 1989 Berlin, 1989
- Zyklus Der Fall der Berliner Mauer, 1989, Assemblatge
- Berlin, 1990, Assemblatge amb televisions
- Le Choc, 1990
- Auto-TV-Hochzeit, 1991, Escultura amb televisions, Zentrum für Kunst und Medientechnologie[16]
- Kafkas Boot, 1991
- Tauromaquia mit Geige, 1991
- Tauromaquia mit Glühlampen, 1991
- Zyklus Weinende, 1992
- Zyklus Weinende, Homenaje a Anna Frank, 1992
- Arc de Triomphe N°1, 1993, Assemblatge
- A-Z, 1995, Assemblatge, Museo Extremeño e Iberoamericano de Arte Contemporáneo
- Drei Grazien auf dem Weg zum Ende des XX. Jahrhunderts, 1995
- Jesus mit TV-Herz, 1996
- Shoah 1492-1945, 1997
- Maja azul I, 1997
- Ritz, 1998, Assemblatge amb televisions

## Exposicions
- 1966: Bilder, Verwischungen, Happening-Notationen 1961-1966, Kölnischer Kunstverein, Köln.
- 1970: happening & fluxus, Kölnischer Kunstverein, Köln.
- 1974: Retrospektive, Neue Nationalgalerie, Berlin.
- 1974: Retrospektive, Musée d'Art Moderne de la Ville de Paris.
- 1977: Wolf Vostell, Museum am Ostwall, Dortmund, Kestner-Gesellschaft, Hannover, Centro Miró, Barcelona.
- 1977: documenta 6, Kassel.
- 1978: Bilder 1959–1974, Museo de Arte Contemporaneo, Madrid.
- 1980: Bilder 1959–1979, Kunstverein Braunschweig.
- 1981: Fluxus Zug, Nordrhein Westfalen.
- 1982: Die gesamte Druckgrafik, Bibliothèque National de France, Paris.
- 1985: Wolf Vostell, Musée d'art moderne et contemporain de Strasbourg.
- 1992: Retrospektive, Rheinisches Landesmuseum Bonn, Josef-Haubrich-Kunsthalle, Köln, Kölnisches Stadtmuseum, Museum Morsbroich Leverkusen, Städtische Kunsthalle Mannheim.
- 2006: Die gesamte Druckgrafik, Kunsthalle Bremen.
- 2007: Wolf Vostell. Meine Kunst ist der ewige Widerstand gegen den Tod, Rheinisches Landesmuseum Bonn.
- 2008: Wolf Vostell. Mon art est la résistance éternelle á la mort, Carré d'Art-Musée d'Art Contemporain de Nimes.
- 2010: Das Theater ist auf der Straße, Die Happenings von Wolf Vostell. Museum Morsbroich Leverkusen.[17]
- 2010: Wolf Vostell Artista Europeo Fondazione Mudima, Milano.
- 2014: Beuys Brock Vostell. Aktion Demonstration Partizipation 1949-1983. ZKM - Zentrum für Kunst und Medientechnologie, Karlsruhe.
- 2018: Wolf Vostell, Vida=Arte=Vida, Museo de Arte Contemporáneo de Castilla y León[18]

## Premis i reconeixements
- 1981: Dozent, Internationale Sommerakademie Salzburg
- 1982: Premio Pablo Iglesias, Madrid
- 1990: Medaille de Paris[20]
- 1992: Ehrenprofessur, Berlin
- 1996: Berliner Bär (B.Z.-Kulturpreis)
- 1997: Hannah Höch Preis
- 1998: Medalla de Extremadura (Póstumo)
- 1998: Paseo Wolf Vostell, Malpartida de Caceres (Póstumo)
- 1998: Ehrenbürger von Malpartida de Caceres (Póstumo)
- 2001: Wolf Vostell Straße, Leverkusen (Póstumo)
- 2014: Internationaler Menschenrechtspreis, Dr. Rainer Hildebrandt-Medaille (Póstumo)